# Завод альфа-олефінів у Шоколейт-Байу
Завод альфа-олефінів у Шоколейт-Байу — нафтохімічне підприємство, яке споруджується корпорацією INEOS на південь від Х'юстона.
Рішення про спорудження нового заводу альфа-олефінів прийняли у 2017-му, а станом на середину 2019-го він знаходився на етапі будівництва. Потужність нового підприємства становитиме 420 тисяч тонн на рік, що зробить його найбільшим виробництвом альфа-олефінів корпорації INEOS (володіє також заводами у бельгійському Фелу та канадському Джоффре).
Нове підприємство споруджується на тому ж майданчику, де працюють дві піролізні установки корпорації. Вони випускають етилен, шляхом олігомеризації якого будуть отримувати альфа-олефіни широкого спектра. При цьому 85 тисяч тонн 1-децена спрямовуватимуть для олігомеризації у поліальфаолефіни (ПАО) в техаському Ла-Порте, де споруджується новий завод потужністю 120 тисяч тонн ПАО на рік (цей майданчик, який станом на 2017-й рік мав потужність у 110 тисяч тонн ПАО, почав розвиватись у 1980-х роках з розрахунку на поставки сировини із наразі вже закритого заводу альфа-олефінів у Пасадені).